# Ramorino-Gletscher
Der Ramorino-Gletscher ist ein im westantarktischen Ellsworthland. Er fließt in der Sentinel Range des Ellsworthgebirges in nordöstlicher Richtung zwischen den Gebirgskämmen Epperly Ridge und Shinn Ridge zum Crosswell-Gletscher.
Das Advisory Committee on Antarctic Names benannte ihn 2006 nach Maria Chiara Ramorino, von 1998 bis 2006 Leiterin der italienischen Ausgabe des Composite Gazetteer of Antarctica.